# Предолимпиада
Предолимпиада проводилась в Москве с 20 по 25 июля 1920 года на стадионе ОЛЛС по 13 видам легкой атлетики. 85 человек (только мужчины) представляли клубы 11 городов (Москва, Орехово-Зуево, Ростов, Ярославль, Тверь, Смоленск, Белёв, Богородск, Самара, Харьков, Подольск) и Балтийский флот (Петроград). Позднее соревнования стали называться 1-й чемпионат СССР по лёгкой атлетике.
Одновременно, 22, 24, 26 июля и 18 августа проходил чемпионат Москвы. Некоторые спортсмены выступали в обоих соревнованиях. Предолимпиада входила в программу праздника III Интернационала, ко дню открытия его 2-го Конгресса. Предолимпиада была организована по инициативе Всевобуча.

## Результаты

### Команды
1. Москва — 47
2. Ярославль — 9
3. Харьков — 7

### Мужчины
| Вид                                 | Дата    | 1 место                                                           | Результат | 2 место                                                      | Результат | 3 место                                                      | Результат |
| ----------------------------------- | ------- | ----------------------------------------------------------------- | --------- | ------------------------------------------------------------ | --------- | ------------------------------------------------------------ | --------- |
| Бег на 100 м                        |         | Альфред Бирзин МКЛ Москва                                         | 11,6      | Василий Архипов МКЛ Москва                                   | 11,9      | Константин Хмелевский Смоленск                               | 12,2      |
| Бег на 400 м                        | 20 июля | Василий Архипов МКЛ Москва                                        | 54,4      | Константин Хмелевский Смоленск                               | 56,3      | Андрей Борисов МКЛ Москва                                    | 57,8      |
| Бег на 1500 м                       | 20 июля | Лев Брандт ОЛЛС Москва                                            | 4.28,5    | Потехин Ярославль                                            | 4.41,2    | Григорий Лапин Ростов-Яр                                     | 4.45,4    |
| Бег на 5000 м                       | 20 июля | Николай Бочаров МКЛ Москва                                        | 17.12,4   | Николай Добычин Ярославль                                    | 17.30,6   | А. Песков ОЛЛС Москва                                        | 17.34,1   |
| Бег на 10 000 м                     |         | Николай Добычин Ярославль                                         | 37.32,5   | Потехин Ярославль                                            | 37.33,0   | Крогиус Харьков                                              | 41.26,0   |
| Шведская эстафета (800+400+200+100) | 25 июля | Москва-I Лев Брандт Василий Архипов Альфред Бирзин Юрий Вонзблейн | 3.42,4    | Ростов-Ярославский Графор Григорий Лапин Остромитинов Бакаев | 3.53,0    | Москва-II Кузнецов Андрей Борисов Гельмут Сареток И. Захаров | 3.53,1    |
| Бег на 110 м с барьерами            | 22 июля | Альфред Бирзин ОЛЛС Москва                                        | 17,2      | Андрей Борисов МКЛ Москва                                    | 20,6      | Григорьев Подольск                                           | 20,8      |
| Прыжки в высоту                     | 22 июля | Сергей Назаретов ОЛЛС Москва                                      | 1,60      | Борис Фомилиант МКЛ Москва                                   | 1,56      | Я. Родионов МКЛ Москва                                       | 1,56      |
| Прыжки с шестом                     | 22 июля | Александр Полле ОЛЛС Москва                                       | 2,90      | Николай Голядкин Самара                                      | 2,90      | Владимир Добрынин МКЛ Москва                                 | 2,80      |
| Прыжки в длину                      | 22 июля | Альфред Бирзин МКЛ Москва                                         | 6,02      | Гельмут Сареток МКЛ Москва                                   | 5,70      | Т. Костромитинов Самара                                      | 5,43      |
| Толкание ядра                       | 25 июля | Антон Цейзик ОЛЛС Москва                                          | 10,27     | Альфред Бирзин МКЛ Москва                                    | 10,02     | Арвид Кибильд Харьков                                        | 10,00     |
| Метание диска                       | 22 июля | Арвид Кибильд Харьков                                             | 34,72     | Антон Цейзик ОЛЛСМосква                                      | 32,86     | Дзене БФ                                                     | 28,98     |
| Метание копья                       | 22 июля | Николай Шведревиц Ростов-Ярославский                              | 41,09     | Арвид Кибильд Харьков                                        | 38,42     | Я. Родимов Самара                                            | 37,17     |